# Синдром нарушения целостности восприятия собственного тела
Синдро́м наруше́ния це́лостности восприя́тия со́бственного те́ла (англ. body integrity identity disorder, BIID), дисфори́я це́лостности восприя́тия те́ла (body integrity dysphoria), или расстро́йство иденти́чности ампута́нта (amputee identity disorder) — психическое расстройство, при котором в целом здоровые личности чувствуют постоянное желание иметь конкретную физическую инвалидность. Синдром BIID связан с ксеномелией, «дисфорическим чувством, что одна или более конечностей тела не относятся к твоему организму».
Обычно синдром BIID сопровождается желанием ампутировать одну или несколько здоровых конечностей. Также включает в себя склонность к искусственному приобретению других форм инвалидности, как, например, случай женщины, которая намеренно себя ослепила. Синдром BIID также ассоциируют с апотемнофилией — разновидностью сексуального фетишизма, при котором роль фетиша играют уродства собственного тела (в том числе ампутация конечностей). Причина, вызывающая синдром BIID, неясна. Одна гипотеза утверждает, что это происходит от неврологической неспособности функции мозга по отображению внутреннего тела (находящейся в правой теменной доле) включить затронутую конечность в понимание физической формы тела.

## Описание
Страдающие синдромом BIID чувствуют себя некомфортно с частью своего тела, например конечностью, и убеждены, что удаление или обездвиживание этой части тела избавит их от дискомфорта. Страдающие этим синдромом могут иметь обострённое чувство зависти к инвалидам-ампутантам. Они могут притворяться инвалидами-ампутантами как на публике, так и приватно. Страдающие этим синдромом ощущают выше описанные симптомы чужеродности и ненатуральности. Они могут пытаться изувечить себя, ампутировав данную конечность. В большинстве случаев они стыдятся своих мыслей и могут прятать их от окружающих, включая врачей и психотерапевтов.
Большинство страдающих от синдрома BIID — это мужчины среднего возраста, хотя это отличие не столь велико, как считалось ранее.
Сексуальную мотивацию быть или выглядеть как инвалид-ампутант называют апотемнофилией. Апотемнофилию не следует смешивать с акротомофилией — влечением к людям с ампутированными конечностями. Хотя есть множество людей, которые испытывали как одно, так и другое.

## Этические аспекты
С медицинской точки зрения, ампутация «нежелательной» конечности страдающего синдромом BIID является весьма спорной идеей. Поскольку ампутация является необратимым событием, единственной альтернативой может быть исследование фантомных конечностей и лечение пациента с психологической точки зрения.
Некоторые добиваются своей мечты, делая вид, что они инвалиды-ампутанты, для этого используют протезы и другие инструменты, чтобы облегчить своё желание быть таковыми. Некоторые страдающие этим синдромом сообщали СМИ или в интервью по телефону исследователям, что они прибегли к самостоятельной ампутации «лишней» конечности, например, позволяя поезду её переехать или иным образом повреждая конечность настолько сильно, что хирургам пришлось её ампутировать. Однако в медицинской литературе редко встречаются статьи о случаях реальной самоампутации. Часто одержимость затрагивает одну конкретную конечность. Пациент может сказать, например, что он «не чувствует себя цельным», пока у него есть левая нога.
Синдром BIID не включает в себя только ампутацию. Некоторые люди страдают от желания стать парализованными, слепыми, глухими, использовать ортопедические приспособления, такие как ноги-протезы и т. п. Некоторые люди делают вид, что они инвалиды-ампутанты, используя костыли и инвалидные кресла дома или в общественных местах.